# Louis-Marie Houdebine
Pour les articles homonymes, voir Houdebine.
Louis-Marie Houdebine, né le 8 septembre 1942 à Gonnord et mort le 1er mars 2022 à Guyancourt, est un biologiste français.
Il est spécialisé dans les biotechnologies.

## Biographie
Il est directeur de recherche honoraire à l’INRA (ancien responsable de l'unité de différenciation cellulaire), affecté à l'unité biologie du développement et reproduction de Jouy-en-Josas  et cofondateur d'une start-up de biotechnologies (Bioprotein Technologies SA, créé en 1998), spécialisée dans la production de biomédicaments dans le lait d'animaux transgéniques ; il a rédigé de nombreux ouvrages de vulgarisation.
Depuis 2003, il est membre de l' Académie d'Agriculture de France.
De 2011 à 2014, il est président de l'Association française pour l'information scientifique. Il écrit de nombreux articles pour la revue Science et pseudo-sciences éditée par l'association.
Il est ouvertement favorable aux OGM en agriculture, considérant que la manipulation génétique est une prolongation sans risque de la sélection.
Dans l'émission CO2 mon amour du 28 janvier 2012, il disait notamment :
- « Le principe de l'OGM est un progrès sur les techniques [de sélection végétale] précédentes. »
- « Il n'y a pas de risque à cultiver [le maïs GM] à l'intérieur de l'Europe. »

Il meurt le 1er mars 2022.

## Ouvrages
- Être vivant : quelle aventure !, Louis-Marie Houdebine et Yann Wehrling, mai 2005  (ISBN 9782746506831)
- OGM : Le vrai et le faux, mars 2003  (ISBN 2746501228)
- Faut-il allaiter son enfant ?, novembre 2002
- Peut-on guérir le cancer avec des OGM ?, mars 2002
- Transgenèse animale et clonage, mai 2001
- OGM, le vrai et le faux, Le Pommier-Fayard, septembre 2000  (ISBN 2746500744)
- Biologie de la lactation, Louis-Marie Houdebine et Jack Martinet, juillet 2000
- Les Biotechnologies animales : une nécessité ou une révolution inutile, octobre 1998
- Les Animaux transgéniques, décembre 1997  (ISBN 2743002344)
- Le Génie génétique de l'animal à l'homme, Flammarion, coll. « Dominos », 1996.